# El Panecillo

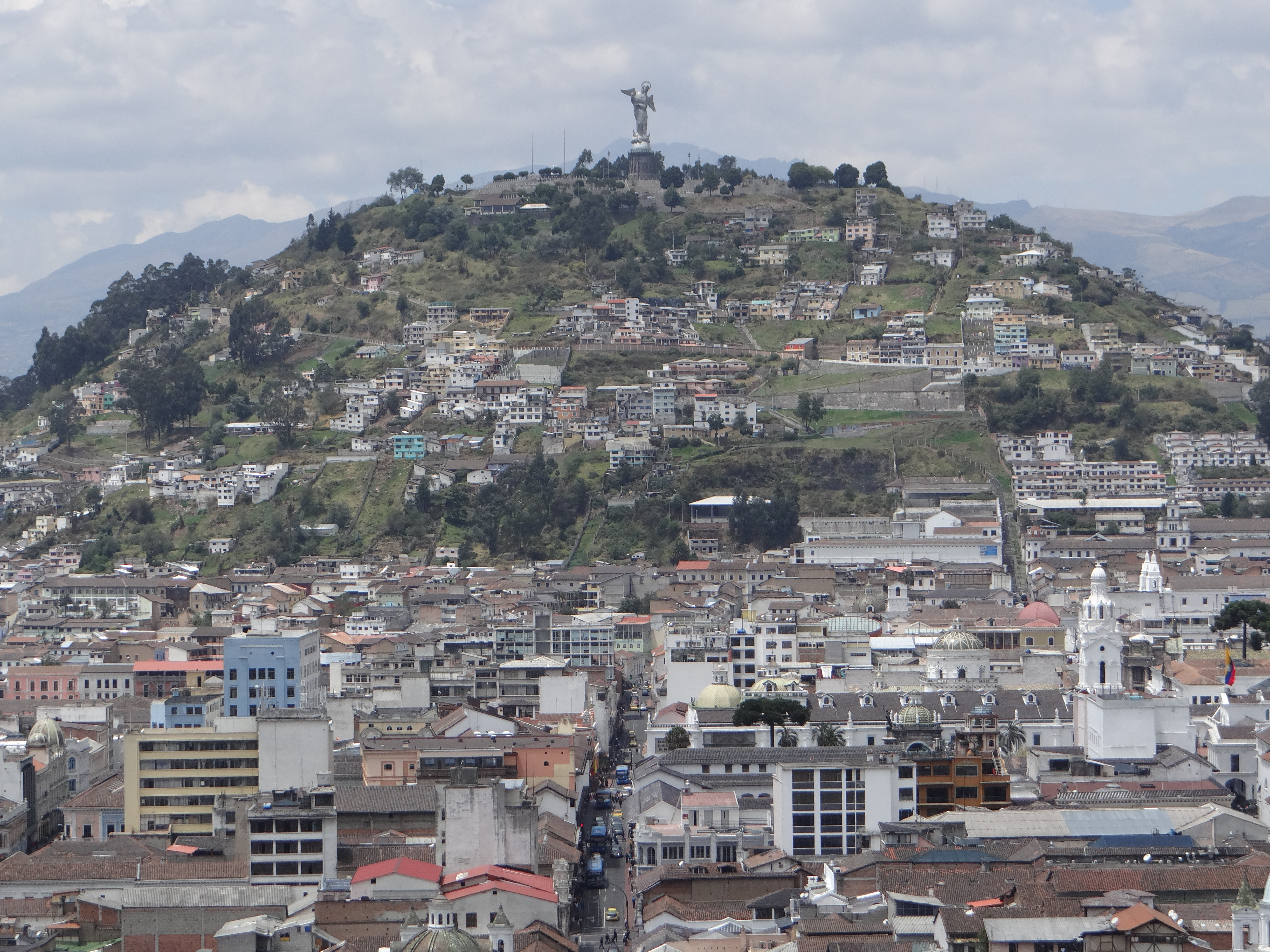
Blick von der Basílica del Voto Nacional

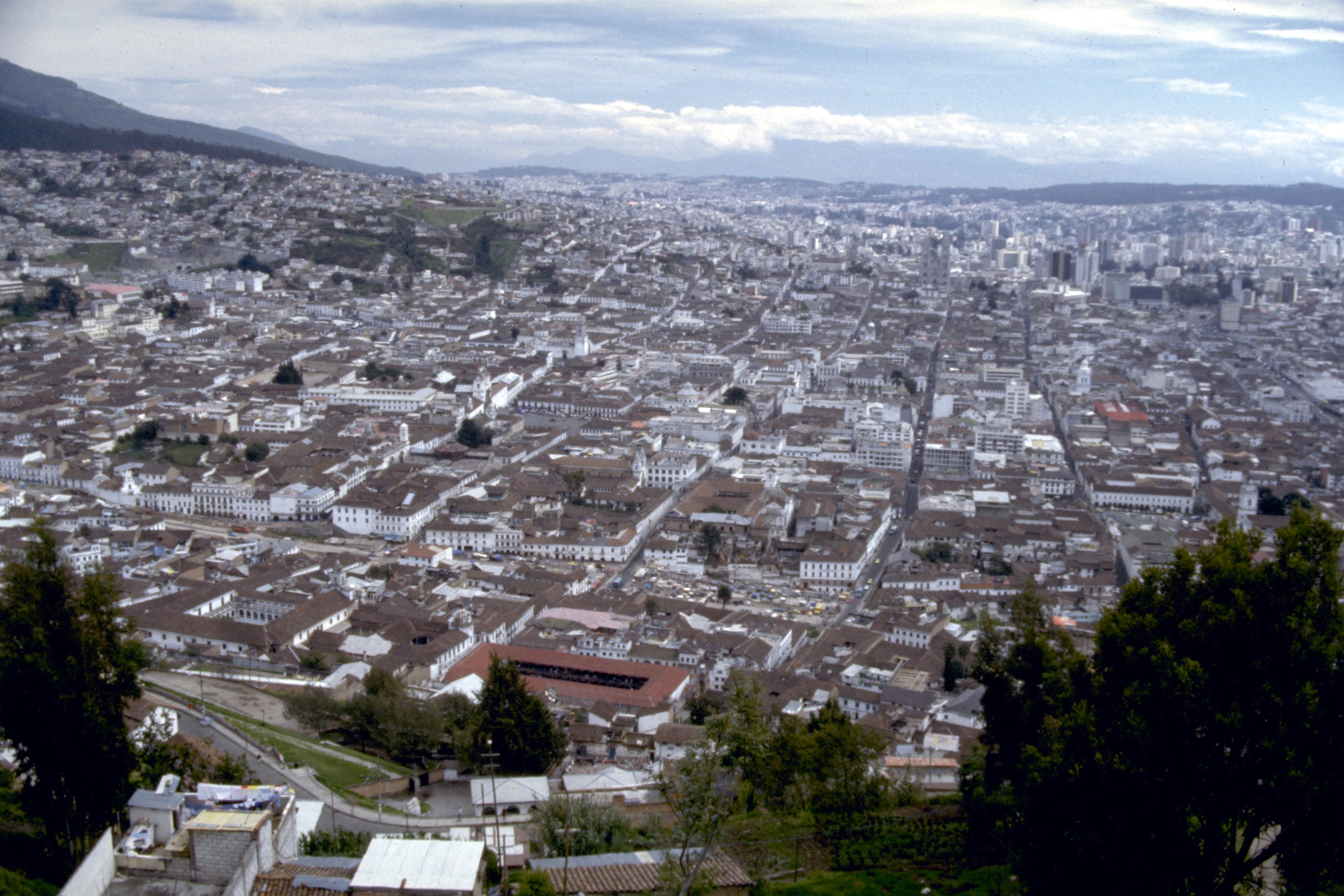
Blick vom Panecillo auf die Altstadt von Quito

El Panecillo (deutsch das Brötchen) ist ein Hügel mitten in Quito, der Hauptstadt Ecuadors. Quito liegt bereits etwa 2.800 m über dem Meeresspiegel. Der Hügel erhebt sich nochmals etwa 200 m über der Stadt und erreicht insgesamt eine Höhe von 3.035 m. Die Spanier gaben dem Hügel den Namen el Panecillo Anfang des 16. Jahrhunderts. In der Vorinkazeit wurde er Yavirac genannt, was auf ein Wasservorkommen hindeutet. Von den Inkas wurde er Shungoloma oder Herzhügel genannt.

## Statue
1976 beauftragte die Ordensgemeinschaft der Oblaten den spanischen Künstler Agustín de la Herrán Matorras, ein 45 m hohes Aluminium-Monument einer Madonna zu entwerfen. Die Statue wurde von Anibal Lopes aus Quito konstruiert und auf einem Sockel auf dem Gipfel des Panecillo aus 7000 Stücken Aluminium errichtet. Das Monument wurde am 28. März 1976 von Pablo Muñoz Vega, dem Erzbischof von Quito, eingeweiht. Die dargestellte Jungfrau steht auf der Oberseite einer Kugel und tritt auf eine Schlange, was ein klassisches Madonnenbildnis darstellt. Der bronzenen Plakette auf dem Monument zufolge ist die dargestellte Frau die Frau der Apokalypse, wie sie in dem Buch der Offenbarung beschrieben wird (Offenbarung 12: 1-18).